# Ahoyéyé
Ahoyéyé est un arrondissement du département de plateau au Bénin.

## Géographie
Ahoyéyé est une division administrative sous la juridiction de la commune de Pobè,.

## Démographie
Selon le recensement de la population effectué par l'Institut National de la Statistique Bénin en 2013, Ahoyéyé compte 11391 habitants pour une population masculine de 5399 contre 5992 femmes pour un ménage de1913.